# Arjen Lenstra

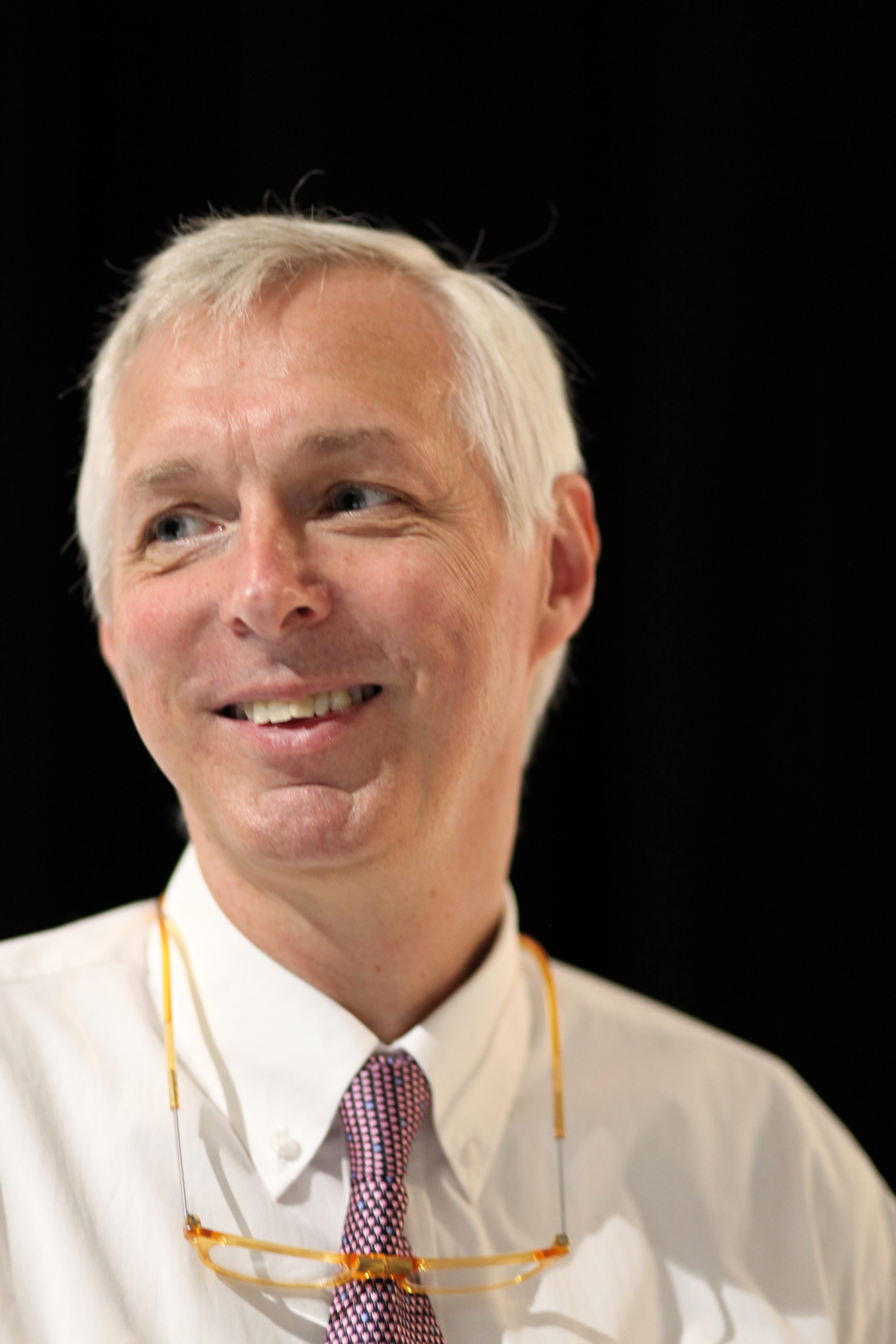
Arjen Lenstra

Arjen Klaas Lenstra (* 2. März 1956 in Groningen) ist ein niederländischer Mathematiker.

## Leben
Lenstra ist der Bruder der Mathematiker Jan Karel Lenstra und Hendrik Lenstra und studierte an der Universität Amsterdam, wo er 1984 bei Peter van Emde Boas promovierte („Polynomial Time Algorithms for the Factorization of Polynomials“). Er war an der University of Chicago, bei der Citibank in New York, der Technischen Universität Eindhoven und Lucent Technologies (den früheren Bell Labs) und ist zurzeit Professor an der École Polytechnique Fédérale de Lausanne (EPFL).
Lenstra beschäftigt sich insbesondere mit Kryptographie, zum Beispiel Public-Key-Kryptographie-Verfahren wie dem XTR (einer Variante des Diskreten Logarithmus). Er war wesentlich an der Entwicklung und Implementierung der Zahlkörpersieb-Methode zur Faktorisierung beteiligt, das schnellste bisher veröffentlichte Faktorisierungsverfahren mit Anwendungen für Angriffe auf RSA. Damit gelang ihm mit Mark S. Manasse 1990 die Faktorisierung der neunten Fermatzahl. Mit Manasse implementierte er Ende der 1980er Jahre auch verschiedene Faktorisierungsverfahren wie das Quadratische Sieb für Verteiltes Rechnen, womit 1994 im World Wide Web die Faktorisierung einer 129-stelligen Zahl des RSA-Challenges gelang. Hierzu erstellte er die seinerzeit populäre, heute überholte Large-Integer-Softwarebibliothek LIP in C, die als freeLIP von Paul Leyland erweitert und gewartet wurde. Mit Henri Cohen implementierte er 1987 den APRCL-Primzahltest (unter anderem nach seinem Bruder Hendrik Lenstra benannt). Mit László Lovász und Hendrik Lenstra entwickelte er 1982 den LLL-Algorithmus zur Reduktion von Gitterbasen, die in der Kryptographie vorzugsweise mit ganzzahligen Zahlengittern Anwendung finden. Lenstra ist auch bekannt für Empfehlungen der optimalen Schlüssellänge in kryptographischen Systemen.
Lenstra ist Fellow der IACR (International Association for Cryptological Research). Seit 2008 ist er Mitglied der Academia Europaea.

## Schriften (Auswahl)
- mit Hendrik W. Lenstra (Hrsg.): The development of the number field sieve (= Lecture Notes in Mathematics. 1554). Springer, Berlin u. a. 1993, ISBN 3-540-57013-6.